# Archimandrita
Az archimandrita az egyházban egy fontos kolostor hegumenje, akit élete végéig neveznek ki a hivatalára. A privilégiumai közé tartozik, hogy joga van mitrát és pásztorbotot hordani. A legfontosabb ukrán archimandriták közé tartoztak a kijevi Barlangkolostor és a pocsajivi kolostor archimandritái. Az ukrajnai katolikus bazilitáknál a rend legfőbb vezetőjét szintén ezzel a címmel illették (protoarchimandrita). A baziliták női rendjének legfőbb ukrajnai vezetőjét az 1960-as évektől az archimandrynia címmel ruházták fel. Az ukrán görögkatolikus vallási szervezet, a Studitáriánus Atyák főnökei szintén a patriarchális archimandrita rangra emelnek néhány olyan főszerzezest és (nőtlen) papot, akik a püspök hatalma alá tartoznak, de jogukban áll bizonyos egyházi jelképek és hivatali jelvények viselésére.